# トロペーア
トロペーア、トロペア（イタリア語: Tropea）は、イタリア共和国カラブリア州ヴィボ・ヴァレンツィア県にある、人口約6,300人の基礎自治体（コムーネ）。

## 名称
日本語文献では「トロペア」と表記されることもある。

## 地理

### 位置・広がり

#### 隣接コムーネ
隣接するコムーネは以下の通り。
- ドラーピア
- パルゲリーア
- リカーディ

## ギャラリー

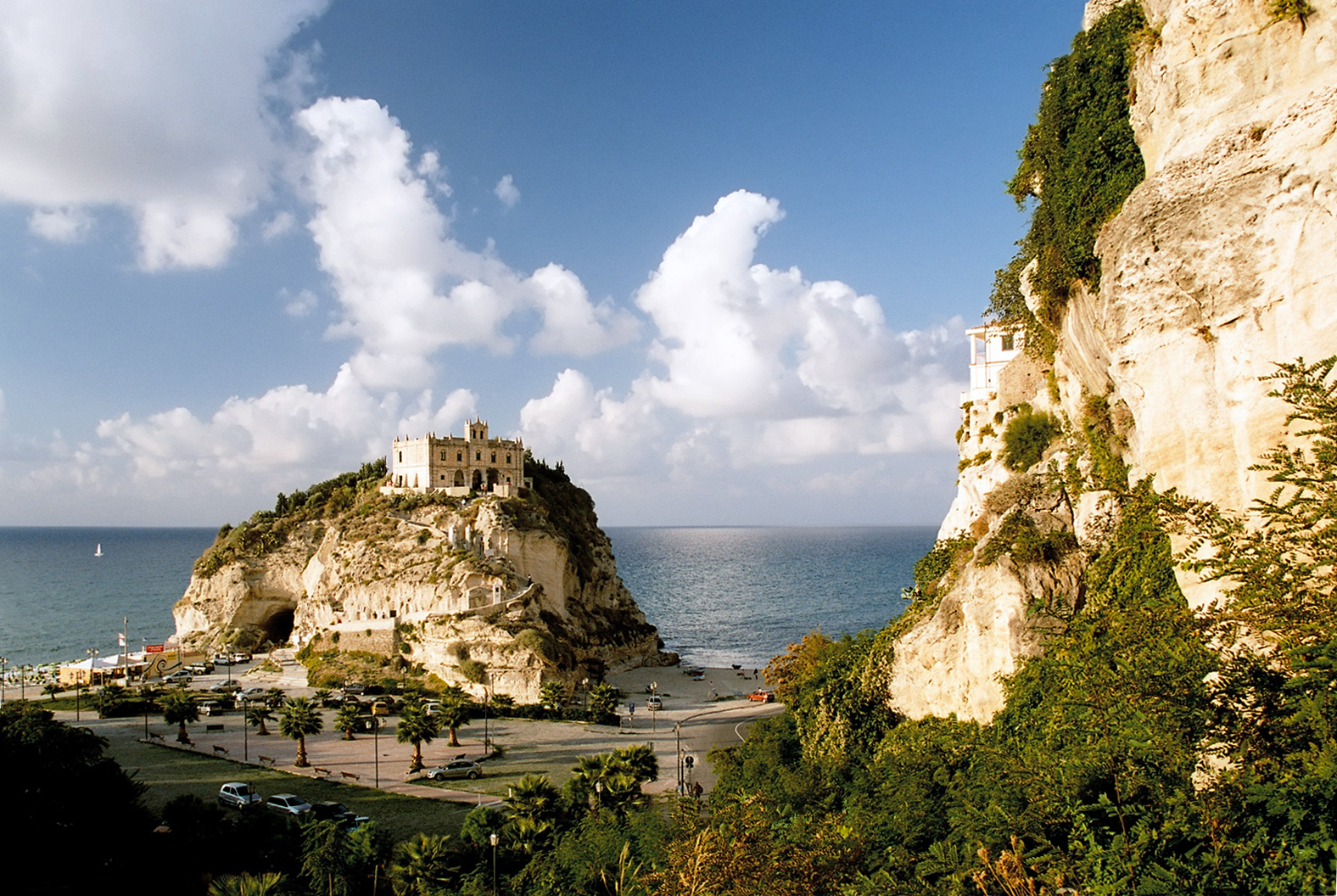
サンタ・マリア・デッリーゾラ聖堂（イタリア語版）
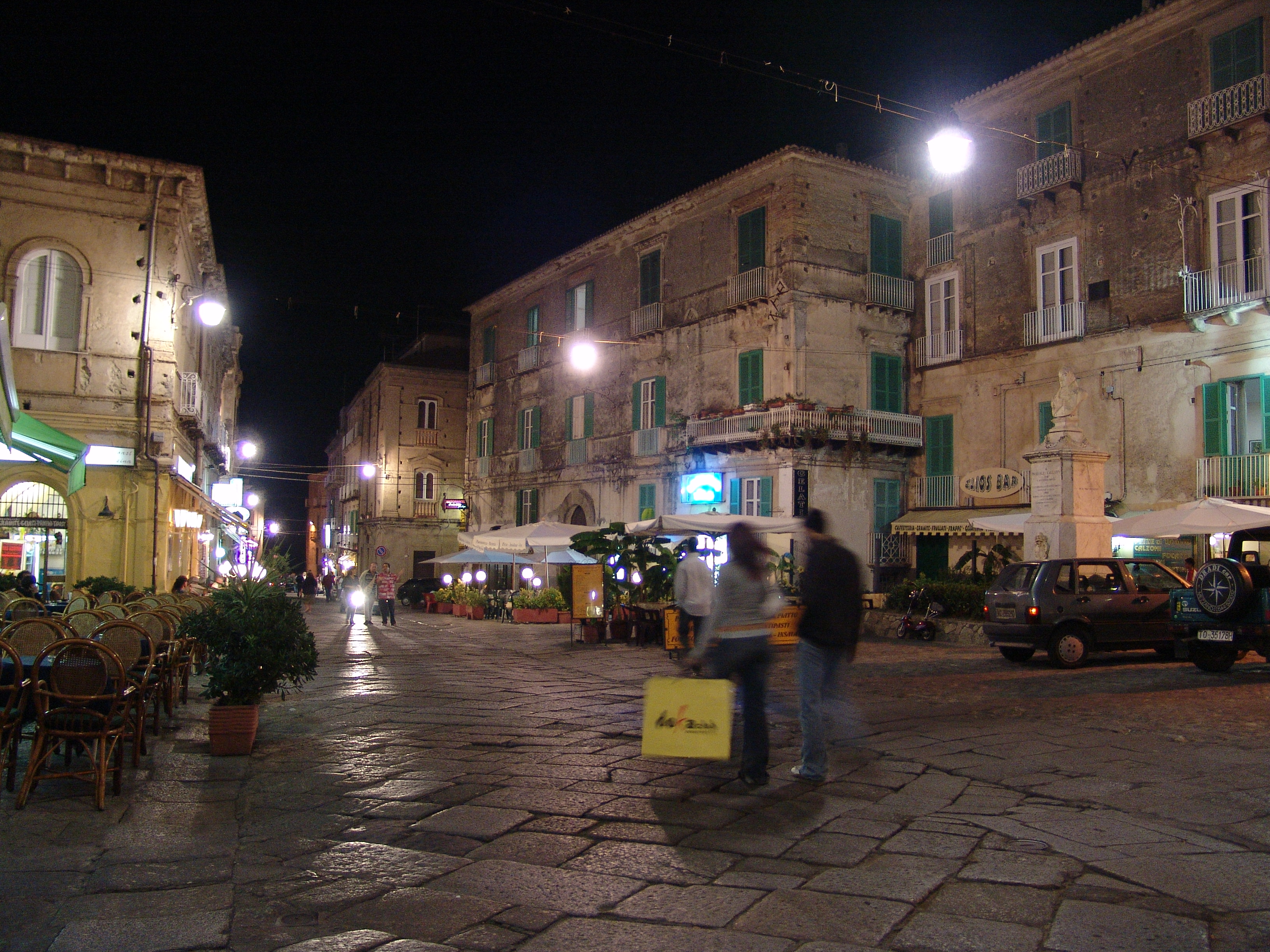
町の中央
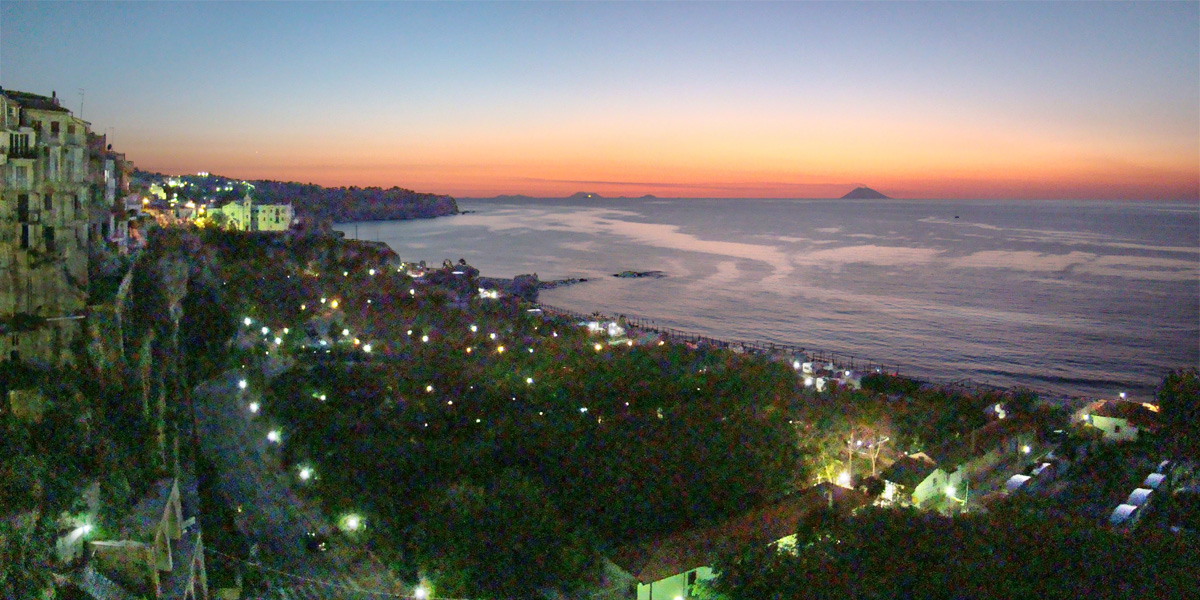
ティレニア海の日没
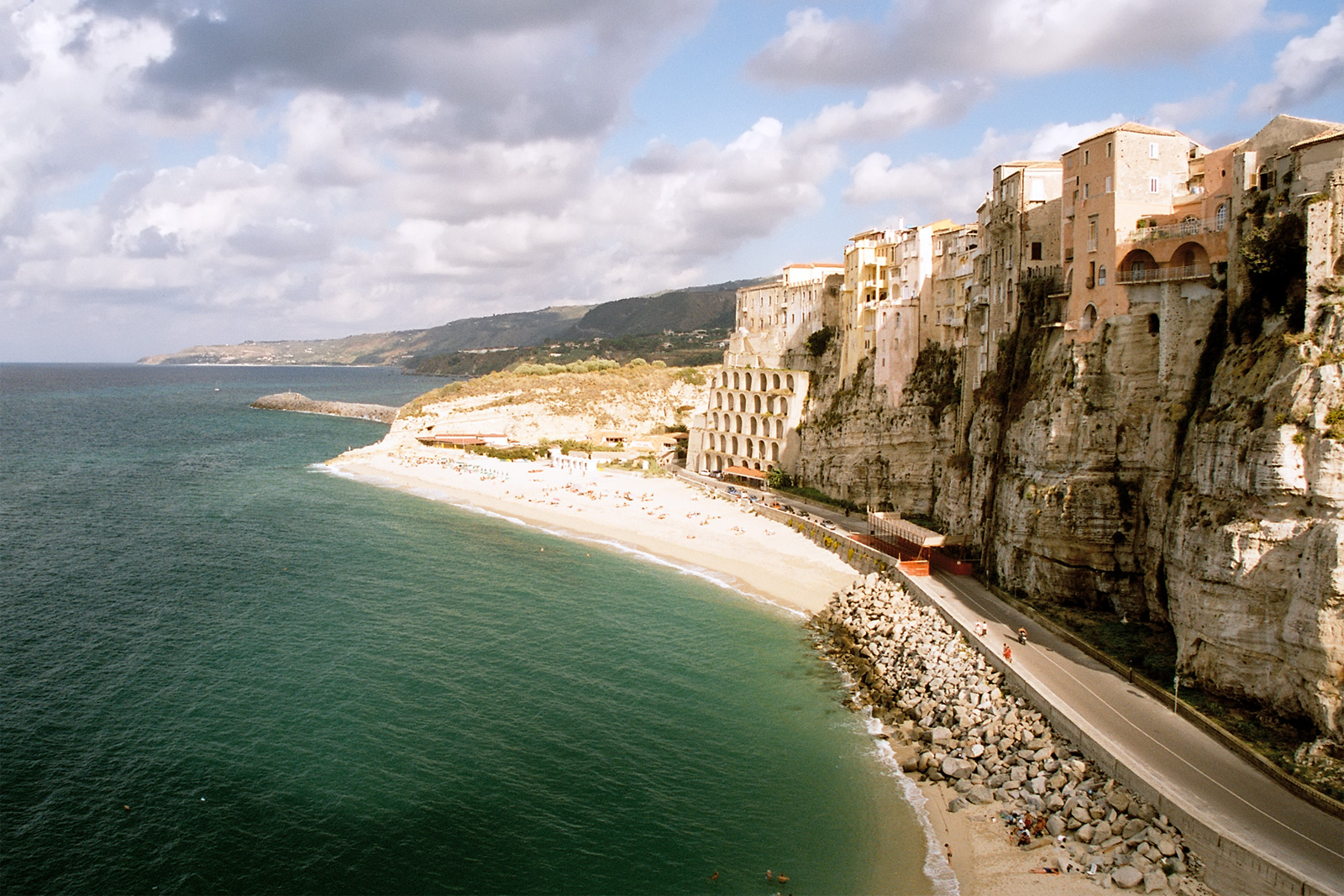
ビーチ

## 姉妹都市
- ズヴェニゴロド、ロシア 2012年

## 人物

### 著名な出身者
- アルバート・アナスタシア - 20世紀の米国のマフィアのボス。
- ラフ・ヴァローネ - 20世紀の俳優。